# 瓦尔迪拉纳

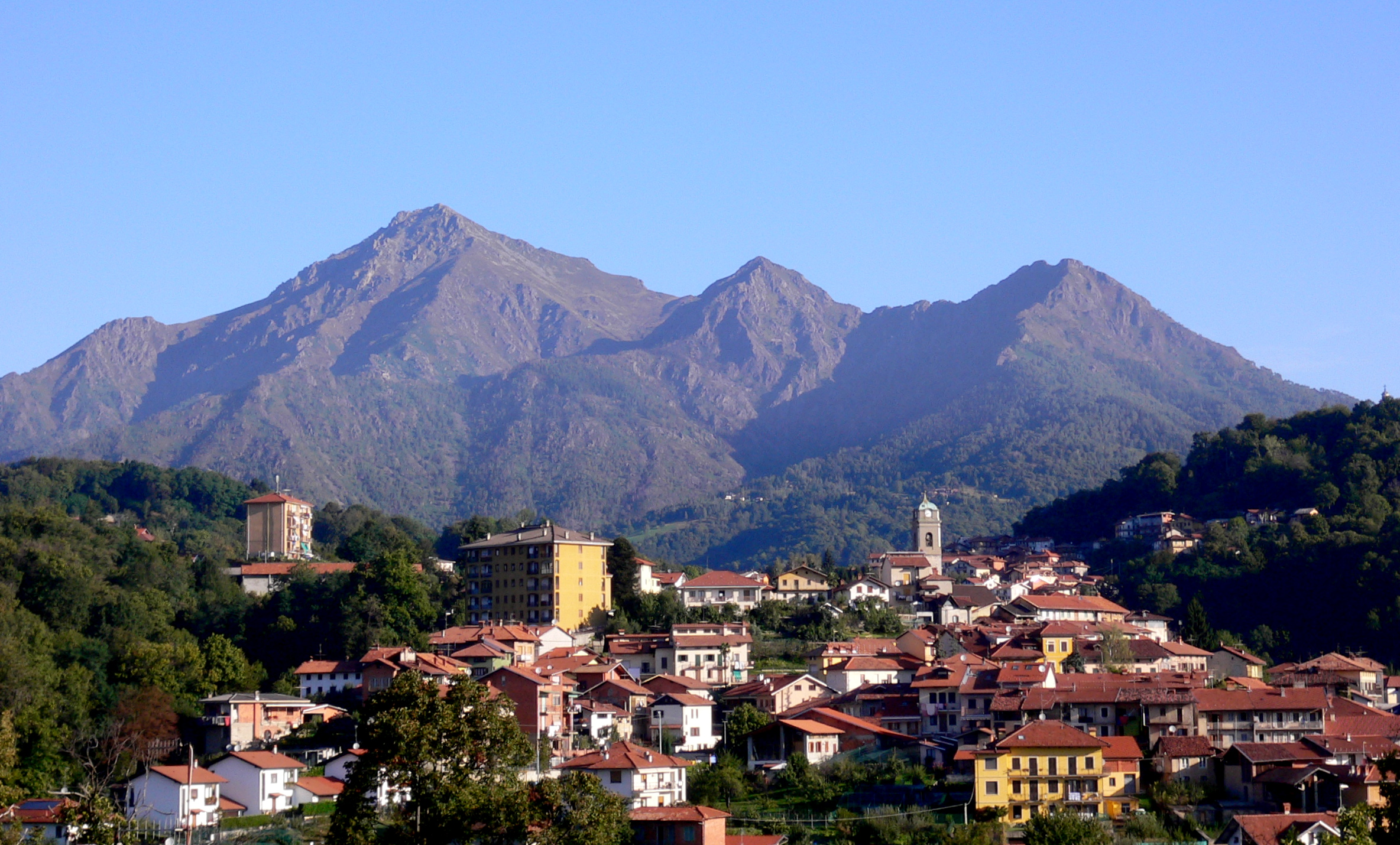
市容

瓦尔迪拉纳（義大利語：Valdilana）是意大利皮埃蒙特大区比耶拉省的市镇。面积为61.14平方公里，人口数量为10,988人（2017年）。

## 历史
本市镇是在2019年1月1日由下列四个市镇合并而成的：莫索、瓦莱莫索、索普拉纳、特里韦罗。